# Lawe Pasaran Tengku Mbelin
Lawe Pasaran Tengku Mbelin is een bestuurslaag in het regentschap Aceh Tenggara van de provincie Atjeh, Indonesië. Lawe Pasaran Tengku Mbelin telt 258 inwoners (volkstelling 2010).